# Франклін (Лодзинське воєводство)
Франклін (пол. Franklin) — село в Польщі, у гміні Біла-Равська Равського повіту Лодзинського воєводства.
Населення — 34 особи (2011).
У 1975-1998 роках село належало до Скерневицького воєводства.

## Демографія
Демографічна структура станом на 31 березня 2011 року:
|          | Загалом | Допрацездатний вік | Працездатний вік | Постпрацездатний вік |
| -------- | ------- | ------------------ | ---------------- | -------------------- |
| Чоловіки | 16      | 2                  | 12               | 2                    |
| Жінки    | 18      | 6                  | 8                | 4                    |
| Разом    | 34      | 8                  | 20               | 6                    |